# Meistriliiga (Eishockey) 2019/20
Die Saison 2019/20 war die 30. Spielzeit der Meistriliiga, der höchsten estnischen Eishockeyspielklasse. Meister wurde zum elften Mal der Tartu Kalev-Välk.

## Hauptrunde
|    | Klub              | Sp | S  | OTS | OTN | N  | Tore   | Punkte |
| -- | ----------------- | -- | -- | --- | --- | -- | ------ | ------ |
| 1. | Tartu Kalev-Välk  | 18 | 14 | 0   | 1   | 3  | 137:68 | 43     |
| 2. | Narva PSK         | 18 | 8  | 1   | 1   | 8  | 82:85  | 27     |
| 3. | HC Viking Tallinn | 18 | 7  | 2   | 1   | 8  | 73:83  | 26     |
| 4. | HC Everest        | 18 | 2  | 2   | 2   | 12 | 68:124 | 12     |

Sp = Spiele, S = Siege, OTS = Overtime-Siege, OTN = Overtime-Niederlage, N = Niederlagen

## Bestenlisten

### Beste Scorer
Abkürzungen: GP = Spiele, G = Tore, A = Assists, Pts = Punkte, PIM = Strafminuten; Fett: Ligabestwert
| Spieler             | Team              | GP | G  | A  | Pts |
| ------------------- | ----------------- | -- | -- | -- | --- |
| Danil Galimullin    | Tartu Kalev-Välk  | 15 | 19 | 25 | 44  |
| Iwan Akimow         | Tartu Kalev-Välk  | 14 | 15 | 24 | 39  |
| Vassili Titarenko   | Tartu Kalev-Välk  | 18 | 19 | 18 | 37  |
| Marat Murtasin      | Tartu Kalev-Välk  | 17 | 18 | 16 | 34  |
| Krill Iljin         | Narva PSK         | 18 | 13 | 16 | 29  |
| Dmitri Schapowalow  | Tartu Kalev-Välk  | 17 | 6  | 22 | 28  |
| Aleksandr Kuznetsov | HC Viking Tallinn | 17 | 14 | 13 | 27  |
| Nikita Garanin      | Tartu Kalev-Välk  | 18 | 10 | 14 | 24  |
| Paul Sillandi       | HC Viking Tallinn | 18 | 10 | 14 | 24  |
| Mihkel Võrang       | Tartu Kalev-Välk  | 17 | 12 | 10 | 22  |

## Playoffs
Die Playoffs wurden aufgrund der COVID-19-Pandemie, die am 13. März 2020 unter anderem zum Verbot sämtlicher Sportveranstaltungen im Land führte, abgesagt. Tartu Kalev-Välk wurde als Hauptrundensieger zum Meister erklärt.